# Pucciphippsia czukczorum
Pucciphippsia czukczorum är en gräsart som beskrevs av Nikolai Nikolaievich Tzvelev. Pucciphippsia czukczorum ingår i släktet Pucciphippsia och familjen gräs. Inga underarter finns listade i Catalogue of Life.